# Petru-Sorin Marica
Petru-Sorin Marica (n. 23 august 1963, Sălașu de Sus, Hunedoara, România) este un deputat român, ales în 2014 din partea Partidului Social Democrat.